# Madecassophryne truebae
Madecassophryne truebae är en groddjursart som beskrevs av Jean Guibé 1974. Madecassophryne truebae ingår i släktet Madecassophryne och familjen Microhylidae. IUCN kategoriserar arten globalt som starkt hotad. Inga underarter finns listade i Catalogue of Life.